# Żdanowicze (rejon stołpecki)
Żdanowicze (biał. Ждановічы, Żdanowiczy; ros. Ждановичи, Żdanowiczi) – wieś na Białorusi, w obwodzie mińskim, w rejonie stołpeckim, w sielsowiecie Rubieżewicze.
Współcześnie w skład miejscowości wchodzi także dawny folwark Borowiki.

## Historia
W Rzeczypospolitej Obojga Narodów leżały w województwie mińskim, w powiecie mińskim. Odpadły od Rzeczypospolitej w 1793, w wyniku II rozbioru.
W XIX i w początkach XX w. położone były w Rosji, w guberni mińskiej, w powiecie mińskim. Zaścianek i wieś Żdanowicze w gminie Rubieżewicze, natomiast folwark Borowiki w gminie Zasule.
W dwudziestoleciu międzywojennym leżały w Polsce, w województwie nowogródzkim, w powiecie stołpeckim:
- Żdanowicze w gminie Rubieżewicze[1]; w 1921 liczyły 140 mieszkańców, zamieszkałych w 24 budynkach, wyłącznie Polaków. 130 mieszkańców było wyznania rzymskokatolickiego, 6 mojżeszowego i 4 prawosławnego[1]
- Borowiki do 1 kwietnia 1927 w gminie Zasule[1], następnie w gminie Stołpce[2]; w 1921 liczyły 27 mieszkańców, zamieszkałych w 4 budynkach, wyłącznie Polaków. 22 mieszkańców było wyznania rzymskokatolickiego i 5 prawosławnego[1]

Po II wojnie światowej w granicach Związku Sowieckiego. Od 1991 w niepodległej Białorusi.

### Właściciele
Żdanowicze pierwotnie należały do Zdanowiczów. Potem wchodziły w skład hrabstwa kojdanowskiego Radziwiłłów. Od 1775 należały do Ratyńskich.
Borowiki w XIX w. należały do Borowików.